# Campionati mondiali juniores di sci alpino 2000
I Campionati mondiali juniores di sci alpino 2000, 19ª edizione della manifestazione organizzata dalla Federazione Internazionale Sci, si svolsero in Canada, nel Québec, dal 21 al 26 febbraio. Teatro delle gare furono le piste di Lac-Beauport, Mont-Sainte-Anne e Stoneham; il programma incluse gare di discesa libera, supergigante, slalom gigante, slalom speciale e combinata, sia maschili sia femminili.

## Risultati

### Uomini

#### Discesa libera
| Pos. | Atleta             | Nazione     | Tempo   |
| ---- | ------------------ | ----------- | ------- |
| 1    | Thomas Graggaber   | Austria     | 1:10,77 |
| 2    | Klaus Kröll        | Austria     | 1:10,85 |
| 3    | Martin Kraus       | Germania    | 1:11,40 |
| 4    | Jörg Spörri        | Svizzera    | 1:11,51 |
| 5    | Freddy Rech        | Francia     | 1:11,70 |
| 6    | Patrick Staudacher | Italia      | 1:11,72 |
| 7    | Peter Fill         | Italia      | 1:11,80 |
| 8    | Matthias Lanzinger | Austria     | 1:11,97 |
| 9    | Bernard Vajdič     | Slovenia    | 1:12,02 |
| 10   | Travis Townes      | Stati Uniti | 1:12,03 |

Data: 21 febbraio

Località: Mont-Sainte-Anne

#### Supergigante
| Pos. | Atleta             | Nazione     | Tempo   |
| ---- | ------------------ | ----------- | ------- |
| 1    | Klaus Kröll        | Austria     | 1:15,69 |
| 2    | Martin Kraus       | Germania    | 1:16,13 |
| 3    | Hannes Reichelt    | Austria     | 1:16,51 |
| 4    | Thomas Graggaber   | Austria     | 1:16,53 |
| 5    | Patrick Staudacher | Italia      | 1:16,74 |
| 6    | Marco Sullivan     | Stati Uniti | 1:16,76 |
| 7    | Daniel Défago      | Svizzera    | 1:16,86 |
| 8    | Christoph Alster   | Austria     | 1:16,87 |
| 9    | Johannes Stehle    | Germania    | 1:16,95 |
| 10   | Bernard Vajdič     | Slovenia    | 1:17,02 |

Data: 22 febbraio

Località: Mont-Sainte-Anne

#### Slalom gigante
| Pos. | Atleta             | Nazione  | Tempo   |
| ---- | ------------------ | -------- | ------- |
| 1    | Georg Streitberger | Austria  | 1:52,09 |
| 2    | Bernard Vajdič     | Slovenia | 1:52,27 |
| 3    | Freddy Rech        | Francia  | 1:52,43 |
| 4    | Daniel Défago      | Svizzera | 1:52,59 |
| 5    | Christoph Alster   | Austria  | 1:52,65 |
| 6    | Mirko Deflorian    | Italia   | 1:52,72 |
| 7    | Alberto Schieppati | Italia   | 1:52,95 |
| 8    | Cristian Deville   | Italia   | 1:53,00 |
| 9    | Matthias Lanzinger | Austria  | 1:53,02 |
| 10   | Peter Fill         | Italia   | 1:53,24 |

Data: 26 febbraio

Località: Stoneham

#### Slalom speciale
| Pos. | Atleta                         | Nazione     | Tempo   |
| ---- | ------------------------------ | ----------- | ------- |
| 1    | Daniel Défago                  | Svizzera    | 1:52,95 |
| 2    | Matthias Lanzinger             | Austria     | 1:53,49 |
| 3    | Marco Sullivan                 | Stati Uniti | 1:53,68 |
| 4    | Alexandre Anselmet             | Francia     | 1:53,73 |
| 5    | Hannes Reichelt                | Austria     | 1:53,84 |
| 6    | Patrick Staudacher             | Italia      | 1:53,87 |
| 7    | Cristian Deville               | Italia      | 1:55,18 |
| 8    | Cristian Javier Simari Birkner | Argentina   | 1:54,29 |
| 9    | Omar Longhi                    | Italia      | 1:54,64 |
| 10   | Ryan Semple                    | Canada      | 1:55,02 |

Data: 26 febbraio

Località: Lac-Beauport

#### Combinata
| Pos. | Atleta             | Nazione  |
| ---- | ------------------ | -------- |
| 1    | Matthias Lanzinger | Austria  |
| 2    | Bernard Vajdič     | Slovenia |
| 3    | Hannes Reichelt    | Austria  |

Data: 21-26 febbraio

Località: Lac-Beauport, Mont-Sainte-Anne, Stoneham

Classifica stilata attraverso i piazzamenti ottenuti
in discesa libera, slalom gigante e slalom speciale

### Donne

#### Discesa libera
| Pos. | Atleta               | Nazione  | Tempo   |
| ---- | -------------------- | -------- | ------- |
| 1    | Fränzi Aufdenblatten | Svizzera | 1:13,47 |
| 2    | Lucia Recchia        | Italia   | 1:13,61 |
| 3    | Christine Sponring   | Austria  | 1:13,73 |
| 4    | Nike Bent            | Svezia   | 1:13,80 |
| 5    | Katja Wirth          | Austria  | 1:13,81 |
| 6    | Kathrin Wilhelm      | Austria  | 1:13,85 |
| 7    | Emily Brydon         | Canada   | 1:14,07 |
| 8    | Elisabeth Görgl      | Austria  | 1:14,12 |
| 9    | Ingrid Rumpfhuber    | Austria  | 1:14,26 |
| 10   | Alexandra Coletti    | Italia   | 1:14,50 |

Data: 21 febbraio

Località: Mont-Sainte-Anne

#### Supergigante
| Pos. | Atleta               | Nazione     | Tempo   |
| ---- | -------------------- | ----------- | ------- |
| 1    | Kathrin Wilhelm      | Austria     | 1:18,79 |
| 2    | Ingrid Rumpfhuber    | Austria     | 1:18,84 |
| 3    | Anja Pärson          | Svezia      | 1:18,99 |
| 4    | Julia Mancuso        | Stati Uniti | 1:19,31 |
| 5    | Lucia Recchia        | Italia      | 1:19,37 |
| 6    | Emily Brydon         | Canada      | 1:19,81 |
| 7    | Tina Maze            | Slovenia    | 1:19,96 |
| 8    | Christine Hargin     | Svezia      | 1:20,12 |
| 9    | Britt Janyk          | Canada      | 1:20,14 |
| 10   | Fränzi Aufdenblatten | Svizzera    | 1:20,26 |

Data: 22 febbraio

Località: Mont-Sainte-Anne

#### Slalom gigante
| Pos. | Atleta               | Nazione  | Tempo   |
| ---- | -------------------- | -------- | ------- |
| 1    | Anja Pärson          | Svezia   | 1:55,08 |
| 2    | Carolina Ruiz        | Spagna   | 1:56,55 |
| 3    | Petra Knor           | Austria  | 1:56,73 |
| 4    | Britt Janyk          | Canada   | 1:56,81 |
| 5    | Julie Langevin       | Canada   | 1:57,33 |
| 6    | Fränzi Aufdenblatten | Svizzera | 1:57,46 |
| 7    | Ewa Tańczak          | Polonia  | 1:57,65 |
| 8    | Emily Brydon         | Canada   | 1:57,74 |
| 9    | Nicole Gius          | Italia   | 1:57,79 |
| 10   | Tina Maze            | Slovenia | 1:57,89 |

Data: 25 febbraio

Località: Stoneham

#### Slalom speciale
| Pos. | Atleta               | Nazione  | Tempo   |
| ---- | -------------------- | -------- | ------- |
| 1    | Anja Pärson          | Svezia   | 1:50,79 |
| 2    | Emily Brydon         | Canada   | 1:51,34 |
| 3    | Emma Pezzedi         | Italia   | 1:51,58 |
| 4    | Denise Karbon        | Italia   | 1:52,24 |
| 5    | Britt Janyk          | Canada   | 1:53,64 |
| 6    | Nicole Gius          | Italia   | 1:54,00 |
| 7    | Fränzi Aufdenblatten | Svizzera | 1:54,06 |
| 8    | Christine Sponring   | Austria  | 1:54,19 |
| 9    | Christine Hargin     | Svezia   | 1:54,28 |
| 10   | Katja Wirth          | Austria  | 1:54,40 |

Data: 26 febbraio

Località: Lac-Beauport

#### Combinata
| Pos. | Atleta               | Nazione  |
| ---- | -------------------- | -------- |
| 1    | Emily Brydon         | Canada   |
| 2    | Fränzi Aufdenblatten | Svizzera |
| 3    | Katja Wirth          | Austria  |

Data: 21-26 febbraio

Località: Lac-Beauport, Mont-Sainte-Anne, Stoneham

Classifica stilata attraverso i piazzamenti ottenuti
in discesa libera, slalom gigante e slalom speciale

## Medagliere per nazioni
| Pos. | Nazione     | Oro | Argento | Bronzo | Totale |
| ---- | ----------- | --- | ------- | ------ | ------ |
| 1    | Austria     | 5   | 3       | 5      | 13     |
| 2    | Svizzera    | 2   | 1       | 0      | 3      |
| 3    | Svezia      | 2   | 0       | 1      | 3      |
| 4    | Canada      | 1   | 1       | 0      | 2      |
| 5    | Slovenia    | 0   | 2       | 0      | 2      |
| 6    | Germania    | 0   | 1       | 1      | 2      |
| 6    | Italia      | 0   | 1       | 1      | 2      |
| 8    | Spagna      | 0   | 1       | 0      | 1      |
| 9    | Francia     | 0   | 0       | 1      | 1      |
| 9    | Stati Uniti | 0   | 0       | 1      | 1      |